# 搔癢折磨
搔癢折磨（Tickle torture）也稱為搔癢酷刑、癢痛折磨或是笑刑，是一種利用搔癢對他人進行的虐待、支配、騷擾及羞辱行為。受害人在過程中即使感到相當不適，但因為搔癢本身動作的效果，受害人仍然會笑。搔癢折磨多半是被迫的，但有些情形也有可能是合意的行為，如搔癢調教，亦或者是某種性儀式。